# Società Sportiva Nola 1992-1993
Questa voce raccoglie le informazioni riguardanti la Società Sportiva Nola nelle competizioni ufficiali della stagione 1992-1993.

## Stagione
La stagione 1992-1993 del Nola è stata la terza in Serie C1, tutte consecutive. I bianconeri cominciarono la stagione con Carlo Orlandi (già alla guida dei gigliati nel 1987-1988) sulla panchina, ma sette giornate e la roboante sconfitta contro il Catania fu sostituito da Salvatore Di Somma; quest'ultimo, però, si dimise dopo appena 10 giorni e la sconfitta casalinga contro l'Ischia, aprendo la strada al ritorno di Orlandi che, all'undicesima giornata di campionato, dopo la sconfitta contro l'Avellino, fu sostituito da Salvatore Esposito. La salvezza arrivò all'ultima giornata, grazie al pareggio esterno contro il Siracusa e alla classifica avulsa che premiò i bianconeri a discapito del Casarano; in Coppa Italia di Serie C il cammino si interruppe al secondo turno, dopo la sconfitta nel doppio confronto con il Sora.
Il Nola entrò anche al centro di un caso di cronaca, allorquando fu coinvolto nel caso Siracusa-Perugia: l'incontro Perugia-Nola diretto dall'arbitro Emanuele Senzacqua finì sotto inchiesta della Federcalcio, ma senza conseguenze concrete.
Nel precampionato il Nola affrontò in amichevole Cosenza, Catanzaro, Castelsilano, Savoia, Campobasso, Silana e Potenza; durante la sosta invernale giocò contro il Carotenuto, la primavera del Napoli, di nuovo il Savoia, il Benevento e la Paganese.

## Divise e sponsor
| Casa |

Il Nola disputò la stagione utilizzando la classica maglia a strisce bianconere, con pantaloncini bianchi e calzettoni bianchi.
Lo sponsor ufficiale era Nusco Porte.

## Organigramma societario
- Presidente: Mario Felice Nusco
- Vice-Presidente: Giovanni Monopoli
- Amministratore delegato: Givambattista La Marca
- Segretario: rag. Pasquale D'Avino
- Allenatore: Salvatore Esposito (fino alla 11ª giornata Carlo Orlandi)
- Allenatore in seconda: Temistocle Tomaselli
- Preparatore dei portieri: Genesio Del Prete
- Medico sociale: dott. Andrea D'Alessandro
- Fisioterapista: Salvatore Forcella
- Sede: via dei Mille, 69, 80035, Nola (NA)

## Rosa
| N. |                   | Ruolo | Calciatore              |
| -- | ----------------- | ----- | ----------------------- |
|    | Italia (bandiera) | A     | Giuseppe Antonaccio     |
|    | Italia (bandiera) | D     | Davide Belotti          |
|    | Italia (bandiera) | C     | Angelo Bevanati         |
|    | Italia (bandiera) | C     | Massimo Borrelli        |
|    | Italia (bandiera) | C     | Massimiliano Calcagno   |
|    | Italia (bandiera) | C     | Mario Carrano           |
|    | Italia (bandiera) | D     | Maurizio Cavallo        |
|    | Italia (bandiera) | C     | Domenico Celardo        |
|    | Italia (bandiera) | C     | Andrea Ciaramella       |
|    | Italia (bandiera) | C     | Eliseo Marcello Cosenza |
|    | Italia (bandiera) | D     | Michele Cunti           |
|    | Italia (bandiera) | P     | Vincenzo Di Muro        |

| N. |                   | Ruolo | Calciatore            |
| -- | ----------------- | ----- | --------------------- |
|    | Italia (bandiera) | D     | Biagio Grasso         |
|    | Italia (bandiera) | D     | Luca Incitti          |
|    | Italia (bandiera) | C     | Orazio Liberato Mitri |
|    | Italia (bandiera) | D     | Cristiano Pappalardo  |
|    | Italia (bandiera) | C     | Gaetano Perrella      |
|    | Italia (bandiera) | A     | Davide Ricci          |
|    | Italia (bandiera) | C     | Francesco Rispoli     |
|    | Italia (bandiera) | C     | Adolfo Sormani        |
|    | Italia (bandiera) | P     | Salvatore Soviero     |
|    | Italia (bandiera) | D     | Carlo Tebi            |
|    | Italia (bandiera) | C     | Maurizio Varriale     |
|    | Italia (bandiera) | D     | Pasquale Viscido      |

## Risultati

### Serie C1

#### Girone di andata
| Arbitro: | Rossi (Rovigo) |

|                      |           |  |
| Varriale 4’ Tebi 27’ | Marcatori |  |

| Arbitro: | Piretti (Ravenna) |

|                    |           |                           |
| Francesco Libro 4’ | Marcatori | 35’ Massimiliano Calcagno |

| Arbitro: | D'Agostini (Roma) |

|  |           |                       |
|  | Marcatori | 56’ Pagano 79’ Traini |

| Arbitro: | Iannello (Pavia) |

|                                          |           |  |
| Ulisse Di Pietro 41’ Andrea Deflorio 46’ | Marcatori |  |

| Salerno 27 settembre 1992 5ª giornata | Salernitana              | 0 – 0 | Nola | Stadio Arechi (8.889 spett.)\| Arbitro: \| Fiorenzo Treossi (Forlì) \| |
| Arbitro:                              | Fiorenzo Treossi (Forlì) |       |      |                                                                        |

| Nola 4 ottobre 1992 6ª giornata | Nola                       | 0 – 0 | Lodigiani | Stadio Comunale Piazza d'Armi (1.000 spett.)\| Arbitro: \| Daniele Tombolini (Ancona) \| |
| Arbitro:                        | Daniele Tombolini (Ancona) |       |           |                                                                                          |

| Arbitro: | Bizzotto (Castelfranco Veneto) |

|                                                                                   |           |                                  |
| Claudio Pelosi 5’ Loriano Cipriani 28’, 90'+4’ Orazio Russo 41’ Willi Pittana 75’ | Marcatori | 66’ Francesco Alessandro Rispoli |

| Arbitro: | Daneluzzi (Latisana) |

|  |           |                           |
|  | Marcatori | 56’ Francesco Impagliazzo |

| Arbitro: | Bertocci (Genova) |

|                                                           |           |                  |
| Simone Airoldi 3’ Carmelo Mancuso 57’ Alessandro Lupo 65’ | Marcatori | 84’ Davide Ricci |

| Nola 8 novembre 1992 10ª giornata | Nola         | 0 – 0 | Chieti | Stadio Comunale Piazza d'Armi\| Arbitro: \| Saraz (Roma) \| |
| Arbitro:                          | Saraz (Roma) |       |        |                                                             |

| Arbitro: | Calvi (Milano) |

|                           |           |  |
| Amerigo Paradiso 25’, 26’ | Marcatori |  |

| Arbitro: | Francesco Ercolino (Cassino) |

|                  |           |                     |
| Davide Ricci 25’ | Marcatori | 10’ Orazio Sorbello |

| Arbitro: | Gilberto Dagnello (Trieste) |

|                   |           |  |
| Luigi Di Baia 35’ | Marcatori |  |

| Arbitro: | Domenico Messina (Bergamo) |

|                      |           |  |
| Gaetano Perrella 69’ | Marcatori |  |

| Nola 13 dicembre 1992 15ª giornata | Nola              | 0 – 0 | Casarano | Stadio Comunale Piazza d'Armi (3.000 spett.)\| Arbitro: \| Capraro (Cassino) \| |
| Arbitro:                           | Capraro (Cassino) |       |          |                                                                                 |

| Arbitro: | Lorenzo Branzoni (Pavia) |

|                                              |           |               |
| Luca Cecconi 39’ (rig.), 79’ Mucciarelli 83’ | Marcatori | 6’ Carlo Tebi |

| Arbitro: | Danilo Nucini (Bergamo) |

|                                        |           |  |
| Angelo Bevanati 75’ Adolfo Sormani 89’ | Marcatori |  |

#### Girone di ritorno
| Reggio Calabria 24 gennaio 1993 18ª giornata | Reggina          | 0 – 0 | Nola | Stadio Comunale (2.458+ spett.)\| Arbitro: \| Casaluci (Lecce) \| |
| Arbitro:                                     | Casaluci (Lecce) |       |      |                                                                   |

| Arbitro: | Scarfò (Reggio Calabria) |

|                           |           |  |
| Orazio Liberato Mitri 15’ | Marcatori |  |

| Arbitro: | Emanuele Senzacqua (Fermo) |

|                                           |           |                                |
| Pasquale Traini 15’, 23’, 27’, 35’ (rig.) | Marcatori | 38’ (rig.) Giuseppe Antonaccio |

| Arbitro: | Minotti (Frosinone) |

|                     |           |                     |
| Angelo Bevanati 16’ | Marcatori | 56’ Stefano Sgherri |

| Nola 21 febbraio 1993 22ª giornata | Nola                      | 0 – 0 | Salernitana | Stadio Comunale Piazza d'Armi (5.000 spett.)\| Arbitro: \| Zuccolini (Reggio Emilia) \| |
| Arbitro:                           | Zuccolini (Reggio Emilia) |       |             |                                                                                         |

| Roma 7 marzo 1993 23ª giornata | Lodigiani          | 0 – 0 | Nola | Stadio Flaminio\| Arbitro: \| Gregori (Piacenza) \| |
| Arbitro:                       | Gregori (Piacenza) |       |      |                                                     |

| Nola 14 marzo 1993 24ª giornata | Nola                       | 0 – 0 | Catania | Stadio Comunale Piazza d'Armi (2.500 spett.)\| Arbitro: \| Domenico Messina (Bergamo) \| |
| Arbitro:                        | Domenico Messina (Bergamo) |       |         |                                                                                          |

| Arbitro: | Freddi (Sassari) |

|                     |           |  |
| Catello Cimmino 52’ | Marcatori |  |

| Arbitro: | Rossi (Rovigo) |

|                                                    |           |                          |
| Massimiliano Calcagno 2’ Orazio Liberato Mitri 63’ | Marcatori | 81’ Pasquale Sanseverino |

| Arbitro: | Ciambotti |

|                     |           |  |
| Giovanni Tiberi 13’ | Marcatori |  |

| Arbitro: | Masulli (Cremona) |

|                         |           |  |
| Giuseppe Antonaccio 84’ | Marcatori |  |

| Arbitro: | Gambino (Barletta) |

|                |           |  |
| Fabio Favi 40’ | Marcatori |  |

| Arbitro: | Bizzotto (Castelfranco Veneto) |

|                            |           |                   |
| Angelo Bevanati 76’ (rig.) | Marcatori | 84’ Luca Bocchino |

| Arbitro: | Capraro (Cassino) |

|                                            |           |  |
| Pierangelo Avanzi 64’ Pasquale Logarzo 90’ | Marcatori |  |

| Casarano 16 maggio 1993 32ª giornata | Casarano        | 0 – 0 | Nola | Stadio Giuseppe Capozza (1.500 spett.)\| Arbitro: \| Gronda (Genova) \| |
| Arbitro:                             | Gronda (Genova) |       |      |                                                                         |

| Arbitro: | Piretti (Ravenna) |

|                                                     |           |  |
| Massimiliano Calcagno 29’ Orazio Liberato Mitri 62’ | Marcatori |  |

| Siracusa 30 maggio 1993 34ª giornata | Siracusa                | 0 – 0 | Nola | Stadio Nicola De Simone (6.000 spett.)\| Arbitro: \| Giancarlo Lana (Torino) \| |
| Arbitro:                             | Giancarlo Lana (Torino) |       |      |                                                                                 |

### Coppa Italia Serie C
| Arbitro: | Manganelli (Milano) |

|  |           |                            |
|  | Marcatori | 82’, 88’ Maurizio Varriale |

| Arbitro: | Contente (Salerno) |

|                                                              |           |                                                                               |
| Davide Ricci 27’ Carlo Tebi 41’ (rig.) Francesco Rispoli 51’ | Marcatori | 42’ (rig.) Sebastiano Basile 68’ (rig.) Sandro Sciarappa 70’ Gennaro Astarita |

| Arbitro: | Daniele Tombolini (Ancona) |

|                           |           |                                         |
| Massimo Borrelli 73’, 75’ | Marcatori | 28’ Pasquale Luiso 85’ Luigi Castellone |

| Sora 16 settembre 1992 2º turno - ritorno               | Sora      | 1 – 0 | Nola | Stadio Claudio Tomei (1.500 spett.) |
| \| \| \| \| \| Fabrizio Lancioni 13’ \| Marcatori \| \| |           |       |      |                                     |
|                                                         |           |       |      |                                     |
| Fabrizio Lancioni 13’                                   | Marcatori |       |      |                                     |

## Statistiche

### Statistiche di squadra
| Competizione         | Punti | In casa | In casa | In casa | In casa | In casa | In casa | In trasferta | In trasferta | In trasferta | In trasferta | In trasferta | In trasferta | Totale | Totale | Totale | Totale | Totale | Totale | DR  |
| Competizione         | Punti | G       | V       | N       | P       | Gf      | Gs      | G            | V            | N            | P            | Gf           | Gs           | G      | V      | N      | P      | Gf     | Gs     | DR  |
| -------------------- | ----- | ------- | ------- | ------- | ------- | ------- | ------- | ------------ | ------------ | ------------ | ------------ | ------------ | ------------ | ------ | ------ | ------ | ------ | ------ | ------ | --- |
| Serie C1             | 28    | 17      | 8       | 7       | 2       | 14      | 7       | 17           | 0            | 6            | 11           | 5            | 26           | 34     | 7      | 14     | 13     | 19     | 33     | -14 |
| Coppa Italia Serie C | -     | 2       | 0       | 2       | 0       | 5       | 5       | 2            | 1            | 0            | 1            | 2            | 1            | 4      | 1      | 2      | 1      | 7      | 6      | +1  |
| Totale               | -     | 19      | 8       | 9       | 2       | 19      | 12      | 19           | 1            | 6            | 12           | 7            | 27           | 38     | 8      | 16     | 14     | 26     | 39     | -13 |

### Statistiche dei giocatori
| Giocatore     | Serie C1 | Serie C1 | Serie C1    | Serie C1   | Coppa Italia Serie C | Coppa Italia Serie C | Coppa Italia Serie C | Coppa Italia Serie C | Totale   | Totale | Totale      | Totale     |
| Giocatore     | Presenze | Reti     | Ammonizioni | Espulsioni | Presenze             | Reti                 | Ammonizioni          | Espulsioni           | Presenze | Reti   | Ammonizioni | Espulsioni |
| ------------- | -------- | -------- | ----------- | ---------- | -------------------- | -------------------- | -------------------- | -------------------- | -------- | ------ | ----------- | ---------- |
| G. Antonaccio | 31       | 2        | ?           | ?          | 4                    | 0                    | ?                    | ?                    | 35       | 2      | ?           | ?          |
| D. Belotti    | 28       | 0        | ?           | ?          | 2                    | 0                    | ?                    | ?                    | 30       | 0      | ?           | ?          |
| A. Bevanati   | 32       | 3        | ?           | ?          | 4                    | 0                    | ?                    | ?                    | 36       | 3      | ?           | ?          |
| M. Borrelli   | 14       | 0        | ?           | ?          | 2                    | 2                    | ?                    | ?                    | 16       | 2      | ?           | ?          |
| M. Calcagno   | 28       | 3        | ?           | ?          | 4                    | 0                    | ?                    | ?                    | 32       | 3      | ?           | ?          |
| M. Carrano    | 2        | 0        | ?           | ?          | 0                    | 0                    | 0                    | 0                    | 2        | 0      | 0+          | 0+         |
| M. Cavallo    | 32       | 0        | ?           | ?          | 3                    | 0                    | ?                    | ?                    | 35       | 0      | ?           | ?          |
| D. Celardo    | 21       | 0        | ?           | ?          | 2                    | 0                    | ?                    | ?                    | 23       | 0      | ?           | ?          |
| A. Ciaramella | 6        | 0        | ?           | ?          | 1                    | 0                    | ?                    | ?                    | 7        | 0      | ?           | ?          |
| M. Cunti      | 16       | 0        | ?           | ?          | 3                    | 0                    | ?                    | ?                    | 19       | 0      | ?           | ?          |
| V. Di Muro    | 31       | -32      | ?           | ?          | 3                    | -4                   | ?                    | ?                    | 34       | -36    | ?           | ?          |
| B. Grasso     | 22       | 0        | ?           | ?          | 2                    | 0                    | ?                    | ?                    | 24       | 0      | ?           | ?          |
| L. Incitti    | 1        | 0        | ?           | ?          | 0                    | 0                    | 0                    | 0                    | 1        | 0      | 0+          | 0+         |
| O. Mitri      | 24       | 3        | ?           | ?          | 0                    | 0                    | 0                    | 0                    | 24       | 3      | 0+          | 0+         |
| C. Pappalardo | 17       | 0        | ?           | ?          | 2                    | 0                    | ?                    | ?                    | 19       | 0      | ?           | ?          |
| G. Perrella   | 12       | 1        | ?           | ?          | 2                    | 0                    | ?                    | ?                    | 14       | 1      | ?           | ?          |
| D. Ricci      | 25       | 2        | ?           | ?          | 4                    | 0                    | ?                    | ?                    | 29       | 2      | ?           | ?          |
| F. Rispoli    | 27       | 1        | ?           | ?          | 4                    | 0                    | ?                    | ?                    | 31       | 1      | ?           | ?          |
| A. Sormani    | 19       | 1        | ?           | ?          | 0                    | 0                    | 0                    | 0                    | 19       | 1      | 0+          | 0+         |
| S. Soviero    | 4        | -1       | ?           | ?          | 1                    | -2                   | ?                    | ?                    | 5        | -3     | ?           | ?          |
| C. Tebi       | 31       | 3        | ?           | ?          | 4                    | 0                    | ?                    | ?                    | 35       | 3      | ?           | ?          |
| M. Varriale   | 8        | 1        | ?           | ?          | 4                    | 2                    | ?                    | ?                    | 12       | 3      | ?           | ?          |
| P. Viscido    | 6        | 0        | ?           | ?          | 1                    | 0                    | ?                    | ?                    | 7        | 0      | ?           | ?          |